# Бичина
Бичѝна (на полски: Byczyna; на немски: Pitschen) е град в Южна Полша, Ополско войводство, Ключборски окръг. Административен център е на градско-селската Бичинска община. Заема площ от 5,79 км2.

## Население
Според данни от полската Централна статистическа служба, към 31 декември 2013 г. населението на града възлиза на 3 714 души. Гъстотата е 641 души/км2.